# Clypeomorus subbrevicula
Clypeomorus subbrevicula is een slakkensoort uit de familie van de Cerithiidae. De wetenschappelijke naam van de soort is voor het eerst geldig gepubliceerd in 1925 door Oöstingh.